# Mostečno
Mostečno – wieś w Słowenii, w gminie Makole. W 2018 roku liczyła 191 mieszkańców.